# Analiza danych
Analiza danych – proces przetwarzania danych w celu uzyskania na ich podstawie użytecznych informacji i wniosków. W zależności od rodzaju danych i stawianych problemów, może to oznaczać użycie metod statystycznych, eksploracyjnych i innych.
Korzystanie z danych zastanych jest przykładem badań niereaktywnych - metod badań zachowań społecznych, które nie wpływają na te zachowania.
Dane takie to: dokumenty, archiwa, sprawozdania, kroniki, spisy ludności, księgi parafialne, dzienniki, pamiętniki, blogi internetowe, audio-pamiętniki, archiwa historii mówionej i inne.
Dane zastane możemy podzielić ze względu na:
1. Charakter:
  - Ilościowe
  - Jakościowe
2. Formę
  - Dane opracowane
  - Dane surowe
3. Sposób powstania
  - Pierwotne
  - Wtórne
4. Dynamikę
  - Ciągła rejestracja zdarzeń
  - Rejestracja w interwałach czasowych
  - Rejestracja jednorazowa
5. Poziom obiektywizmu
  - Obiektywne
  - Subiektywne
6. Źródła pochodzenia
  - Dane publiczne
  - Dane prywatne

Badania wykorzystujące dane zastane to: desk research, analiza treści i wtórna analiza statystyczna.